# Un métier de seigneur
 (décembre 2018).
Si vous disposez d'ouvrages ou d'articles de référence ou si vous connaissez des sites web de qualité traitant du thème abordé ici, merci de compléter l'article en donnant les références utiles à sa vérifiabilité et en les liant à la section « Notes et références ».
Un métier de seigneur est un roman de l'auteur Pierre Boulle, paru en 1960 aux Éditions Julliard et qui raconte l'histoire d'un écrivain qui s'engage dans la résistance pendant la Deuxième Guerre mondiale, davantage par narcissisme et égotisme que par idéalisme.
Se retrouvant face à ses bourreaux, il cède rapidement à ses terreurs, mais incriminera par la suite son camarade de geôle afin de décharger son esprit de ses responsabilités et se raccrocher ainsi à une image de courage et d'héroïsme fantasmée.
Le titre est une citation directe d'une maxime allemande concernant le métier du renseignement/espionnage (souvent attribuée au colonel Walter Nicolaï cher des services secrets de l'armée durant la guerre de 14 et "officier traitant" de Mata-Hari) : "Die Nachrichtendienst ist ein Herrendienst » (« Le métier du renseignement est un métier de seigneur »)
Nicolaï avait coutume d'ajouter que "pratiqué par d'autres (que des "seigneurs") il s'effondre".